# 吳韞
吳韞，山西保德人，明朝政治人物。舉人出身。
永樂六年，戊子科山西鄉試中舉，后任獲鹿縣知縣。